# John E. Bortle
Pour les articles homonymes, voir Bortle.
John E. Bortle est un astronome amateur américain. Il est principalement connu pour avoir créé l'échelle de Bortle pour quantifier l'obscurité du ciel nocturne.
Bortle s'est spécialisé dans l'étude des comètes. Il a enregistré des milliers d'observations relatives à plus de 300 d'entre elles. En 1991, à partir de l'analyse de 85 comètes ayant une faible distance au périhélie, il établit une formule empirique {\displaystyle H_{10}=7+6\times q} , donnant la magnitude absolue maximale  {\displaystyle H_{10}} pour qu'une comète survive à un passage au périhélie à une distance {\displaystyle q<0.5\;{\rm {U.A.}}} du soleil, appelée "limite de Bortle" . De 1977 à 1994, il est l'auteur du mensuel "Comet Digest" dans le magazine Sky and Telescope. Il avait également un intérêt particulier pour les étoiles variables, enregistrant plus de 200 000 observations. De 1970 à 2000, il a édité la circulaire mensuelle de l'Association américaine des observateurs d'étoiles variables.
Il a publié son échelle d'obscurité dans le magazine Sky and Telescope en 2001. L'échelle va de 1 (zone rurale ou parc national extrêmement sombre, généralement à haute altitude, faible humidité et vent faible) à 9 (centre-ville urbain).
L'astéroïde (4673) Bortle a été nommé en son honneur.